# Urania (gênero)
Urania é um gênero, proposto por Johan Christian Fabricius em 1807, de mariposas diurnas da região neotropical e pertencentes à família Uraniidae. Suas lagartas se alimentam de plantas do gênero Omphalea (família Euphorbiaceae) e suas espécies possuem semelhança notável com borboletas do gênero Papilio; outro grupo de insetos da mesma ordemː Lepidoptera.

## Espécies, distribuição e planta-alimento
- Urania boisduvalii (Guérin-Méneville, 1829) - Nativa de Cuba; se alimentando de Omphalea hypoleuca e Omphalea trichotoma.[2][4]
- Urania fulgens (Walker, 1854) - Nativa dos Estados Unidos (no Texas e Flórida) e México, passando pela América Central e oeste dos Andes, até o norte do Equador; se alimentando de Omphalea diandra e Omphalea oleifera.[1][4]
- Urania leilus (Linnaeus, 1758) - Nativa do leste dos Andes; na Bolívia, Peru, Equador, Colômbia, Venezuela, Trinidad, Suriname, Guiana Francesa e Brasil amazônico; registrada como um visitante ocasional nas Pequenas Antilhas, tais como ilhas de São Cristóvão e Nevis, Barbados e Dominica; se alimentando de Omphalea diandra.[1][3][4][5]
- Urania sloanus (Cramer, 1776) - Espécie jamaicana extinta, descrita como endêmica deste país das Antilhas e desaparecida no final do século XIX; se alimentando de Omphalea diandra e Omphalea triandra.[2]

O status de duas outras espécies: Urania brasiliensis (Swainson, 1833) (mata atlântica do Brasil) e Urania poeyi (Herrich-Schäffer, 1866) (leste de Cuba) é controverso, pois já foram tratadas como espécies distintas, ou subespécies ou sinônimos de Urania fulgens e Urania leilus, respectivamente. Inclusive Urania fulgens pode apresentar formas que são externamente muito semelhantes a Urania leilus, e esses dois taxa também têm sido sugeridos como coespecíficos.

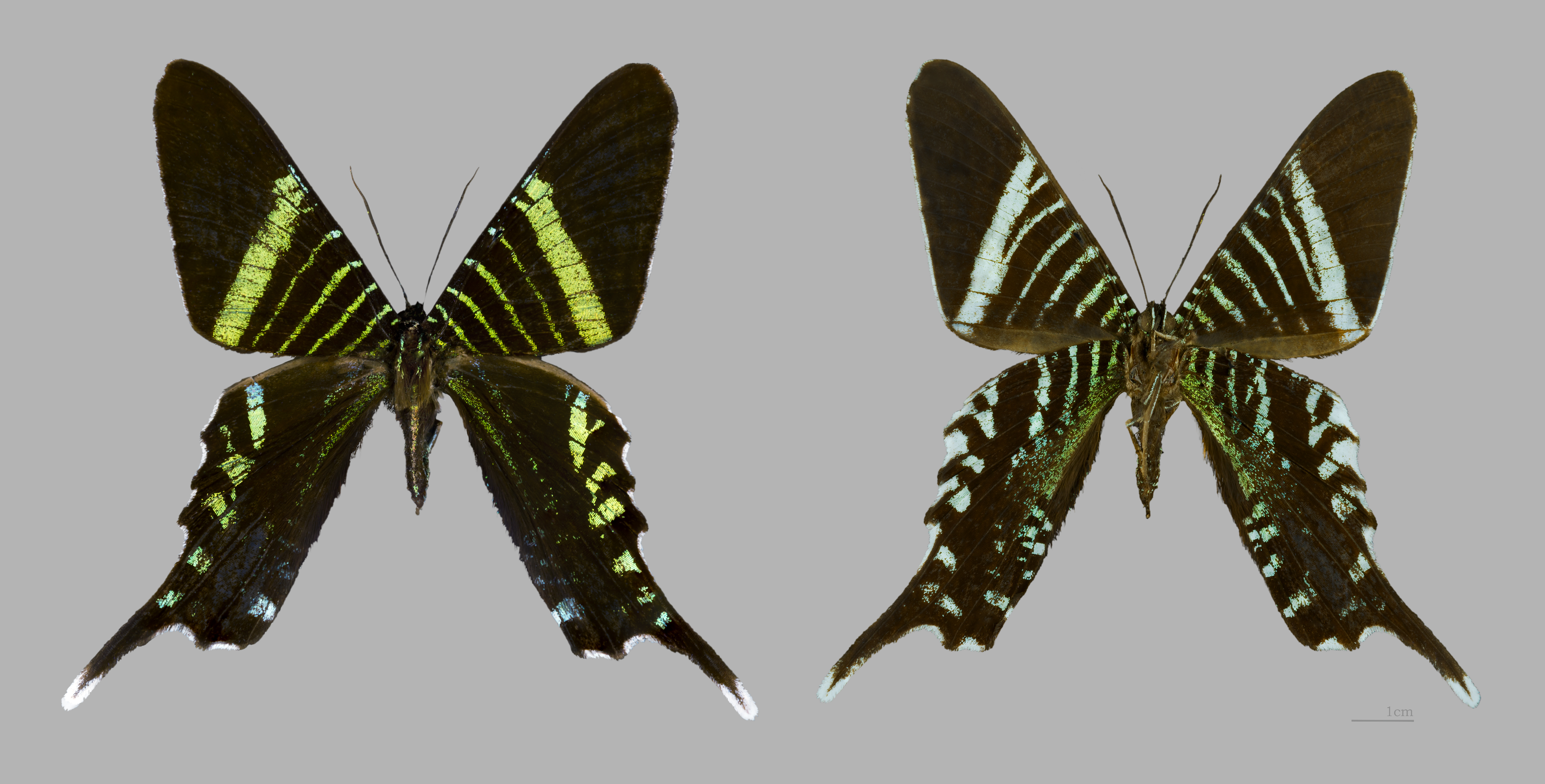
U. fulgens, em vista superior (à esquerda) e inferior (à direita).

## GêneroChrysiridia
Duas espécies do leste da região afro-tropical já foram catalogadas no gênero Urania. Trata-se de Urania rhipheus e Urania croesus, agora colocadas no gênero Chrysiridia.

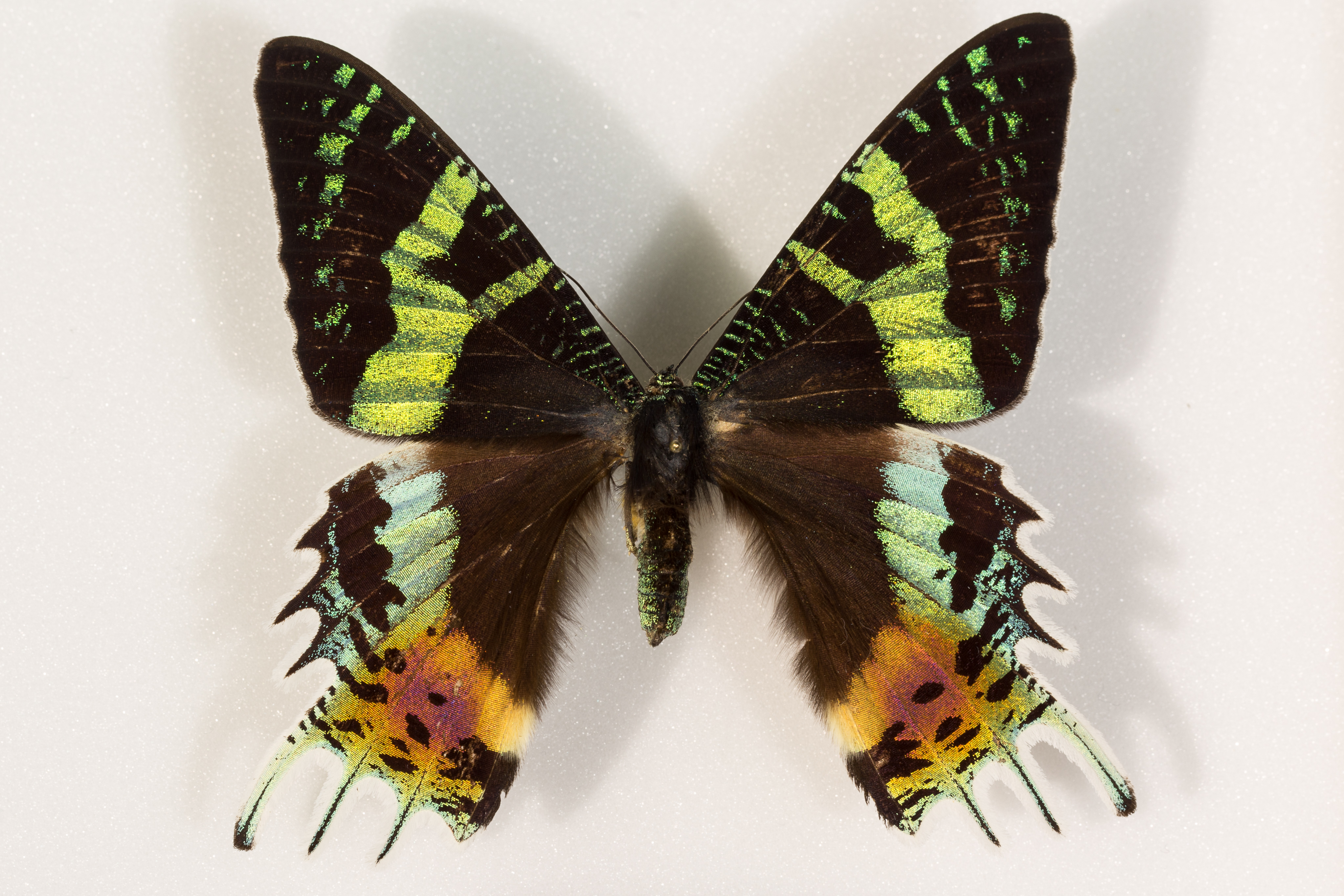
C. rhipheus, a Rainha-de-Madagáscar.

## Migração
O gênero Urania é conhecido por suas longas migrações. A razão para estas migrações parece residir em sua planta-alimento. Ao se alimentar das folhas de Omphalea a sua lagarta absorve altas doses de toxinas presentes nas plantas. Com a continuação de seu ciclo de vida, a planta vai aumentando sua carga de toxinas, podendo até mesmo matar as lagartas; então os adultos devem procurar regiões onde estas plantas não foram recentemente consumidas.

## Estridulação
Adultos machos de mariposas, ou traças, Urania possuem um órgão estridulatório na pata pró-torácica. O mecanismo de produção de som consiste em uma sequência de cliques agudos, ocorrendo durante uma série de movimentos bruscos e rápidos das patas dianteiras. O som produzido por Urania consiste em um pulso de baixa amplitude, audível para os seres humanos a curto alcance, mas com um forte componente de ultra-som.